# ルドルフ・クラウジウス
ルドルフ・ユリウス・エマヌエル・クラウジウス（Rudolf Julius Emmanuel Clausius, 1822年1月2日 - 1888年8月24日）は、ドイツの理論物理学者。
熱力学第一法則・第二法則の定式化、エントロピーの概念の導入など、熱力学の重要な基礎を築いた。

## 生涯
1822年、プロイセン王国領ポンメルンのケスリーン（現ポーランド領コシャリン）にて誕生。父は牧師であり、また、小学校の校長でもあったため、クラウジウスはその学校で初等教育を受けた。その後はシュテッティン（現ポーランド領シチェチン）のギムナジウムで学んだ。
1840年ベルリン大学に入学。当時のベルリン大の講師としては、物理学者のゲオルク・オーム、数学者のペーター・グスタフ・ディリクレ、ヤコブ・シュタイナー、そして歴史学のレオポルト・フォン・ランケがいた。クラウジウスはランケの影響からか歴史学にも興味を持ったが、最終的に選んだのは物理学だった。経済上の理由から在学中に教員免許を取り、1850年までベルリンのフリードリヒ・ヴェルダー・ギムナジウムで物理を教えた。
1847年、最初の論文を発表し、1848年にはハレ大学から博士号を与えられた。この時期の論文内容は光学に関するもので、太陽の光が大気中で散乱する現象などについて研究している。
1850年、熱力学に関しての初の論文となる「熱の動力、およびそこから熱理論のために演繹しうる諸法則について」を発表した。
同年、ベルリン王立砲工学校の物理学教授、およびベルリン大学私講師となった。
1851年、ジョン・ティンダルと知り合い、生涯を通しての友人となった。ティンダルはクラウジウスの論文の英訳を行い、私生活においても、クラウジウスの最初の子供の名付け親になっている。
1854年には論文「力学的熱理論の第二基本定理の１つの改良型について」を発表。熱力学第二法則を確立させた。
1855年、クラウジウスはチューリヒに招かれ、チューリヒ工科大学の教授となった。1857年からはチューリヒ大学教授も兼任した。また、1857年に結婚し、後に6人の子をもうけた。1865年にチューリヒ哲学会で発表した論文では、初めて「エントロピー」という単語を使用した。
1867年にはヴュルツブルク大学教授になり、1869年にはボン大学の教授になった。この間1868年にロンドン王立協会の外国人会員に選出されている。
1870年、普仏戦争が起こり、ボン大学では学生が義勇団を結成した。クラウジウスはその指導者となったが、訓練中に膝を怪我して、その傷はその後も永く残った。さらに1875年には妻アーデルハイトが6番目の子供を出産中に亡くなった。そのため、クラウジウスは子供を育て上げながら研究を続けることとなった。
1879年、クラウジウスの業績に対しロンドン王立協会よりコプリ・メダルが授与された。
1884年から1885年まで、クラウジウスはボン大学の学長を務めた。1886年には再婚し、一子をもうけたが、1888年に貧血症にかかり、同年に亡くなった。

## 熱力学とクラウジウス
クラウジウスの業績の中で最も有名なものが熱力学への貢献である。
1824年、カルノーは、熱量は保存され、熱が高温から低温へと移動するときに仕事が発生するという理論を組み立てた。この理論は1840年代後半、ウィリアム・トムソンによって世に広まった。一方、同じ頃に、熱そのものが仕事に変化し、また仕事も熱に変化するというジュールの測定結果が、おなじくトムソンなどによって世に認められるようになった。しかし、この2つの理論は互いに矛盾するように思われた。そのため、トムソンは初め、ジュールの測定結果のうち、「仕事が熱に変化する」という箇所については否定的な見解を示していた。
これに対しクラウジウスはジュールの理論を受け入れ、熱と仕事は互いに変換可能だと考えた。しかし、カルノーの理論を完全に捨て去ることもしなかった。ここから、熱に関する2つの原理が生み出される。

### 熱力学第一法則（エネルギー保存則）
1つ目の法則は、ジュールやマイヤー、ヘルムホルツらによって発見されていたエネルギー保存則である。クラウジウスは次のように表現した。
「熱の作用によって仕事が生み出されるすべての場合に、その仕事に比例した量の熱が消費され、逆に、同量の仕事の消費においては同量の熱が生成される。」
クラウジウスは1850年の論文で、カルノーサイクルでの熱の出入りを計算し、熱量Qに対して、
{\displaystyle {\frac {d}{dt}}({\frac {dQ}{dv}})-{\frac {d}{dv}}({\frac {dQ}{dt}})={\frac {AR}{v}}}
が成り立つことを示した。ここで、tは温度、vは体積、Aは熱の仕事当量の逆数、Rは気体定数である。
熱量が常に保存されるのであれば、熱量はその物質の温度と体積のみで決まることになる。そのため、上の式の左辺はゼロにならなければならない（なぜなら、この式の左辺は、熱量を温度と体積で全微分した値であるから）。しかし実際にはゼロにはなっていない。そのため、熱は、その物質が持っているエネルギーのほかに、外部になされる仕事の分も加えなければならないことになる。
こうして、クラウジウスは次の式を作り上げた。
{\displaystyle dQ=dU+AR{\frac {a+t}{v}}dv}
ここで、Uは内部エネルギー（当時は内部エネルギーという単語は無かったが）、aは定数である。この式からクラウジウスは、熱（左辺）は、内部的になされる仕事（右辺第一項）と、外部になされる仕事（右辺第二項）に分けられると結論した。これはエネルギー保存則の初の定式化であった。
1865年の論文では、
{\displaystyle dU=dQ-dw}
と、現在良く見られるような形の式を導出した。

### 熱力学第二法則

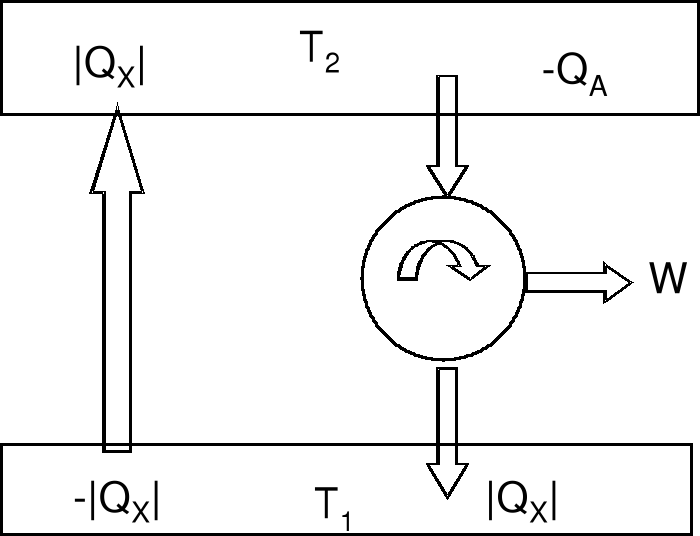
上が高温源で下が低温源。右の円がカルノーサイクルで、高温から低温へと熱が移動するときに仕事Wが発生する。左の矢印のように、外から仕事を与えずに低温から高温へと熱が移動することはありえない。

熱力学第一法則を採用したことで、カルノーの理論は修正を迫られることになる。しかし、カルノーの理論を無視することはできない。「というのも、カルノーの理論はかなりの部分経験的にみごとに立証されているからである。注意深く吟味するならば、新しい方法はカルノーの原理の本質的部分とは対立することはなく、ただ熱の消失はないという補足的な主張に対してのみ相容れないのであるということが分かる 。」
そのため、クラウジウスは熱力学第一法則に加えて、以下のことを熱力学の基本原理とした。
「熱は常に温度差をなくする傾向を示し、したがって常に高温物体から低温物体へと移動する。」
クラウジウスはこれを「熱力学第二法則」（熱の特殊性の原理）と呼んだ。
1854年の論文では、仕事から熱量Qが発生した場合について、
{\displaystyle {\frac {Q}{T}}}
という値を考えた。そしてこれは、高温{\displaystyle T_{1}}から低温{\displaystyle T_{2}}へと熱量Qが移動した場合の
{\displaystyle Q({\frac {1}{T_{2}}}-{\frac {1}{T_{1}}})}
と等価値(Aequivalerzwerth)であると考えた。
カルノーサイクルのような過程においては、この値を全て足し合わせるとゼロになる。すなわち、
{\displaystyle \int {\frac {dQ}{T}}=0}
となる。こうして、熱力学第二法則は定式化された。
1865年の論文では、不可逆過程も考慮に入れ、
{\displaystyle \int {\frac {dQ}{T}}\leq 0}
という式を作り上げた。これはクラウジウスの不等式と呼ばれている。

### エントロピー
クラウジウスは1865年の論文で、Sを
{\displaystyle dS={\frac {dQ}{T}}}
と定義した。
クラウジウスは、カルノーサイクルの研究をする中で、このdQ/Tと言う量を積分すると、カルノーサイクルを1周した際、この積分の総和がゼロに成る事に気が付いた。そこで、クラウジウスは、このdQ/Tと言う量に注目したのであった。クラウジウスは、上式の様に、このdQ/TをdSと言う新しい量として表し、このdSを積分した量であるSをエントロピーと呼んだ。そして、この新しい量Sの変化dSが、熱現象の方向を決定する事に気が付いたのであった。
重要な事は、クラウジウスが、原子論に関心を持ちつつも、原子の実在を仮定しない段階でエントロピーと言う関数の存在に注目した事である。即ち、クラウジウスがこのエントロピーと言う関数に注目、発見した段階において、エントロピーは、原子の実在性を全く前提としておらず、啓蒙書などで良く使われる「デタラメさの尺度」と言った意味は全く無かった事を忘れてはならない。クラウジウスがカルノーサイクルの検討から発見した関数エントロピーは、この時点では、あくまでも、熱機関の可逆性の指標だったのである。
彼が発表したエントロピーに関する考えは、当時、多くの科学者より反論された。しかし、ジェームズ・クラーク・マクスウェルによって強く支持され、更に、ボルツマンによって、原子の空間中での分布の仕方を表す量、即ち、「デタラメさの尺度」である事が証明されたのであった（ボルツマンの項を参照の事）
クラウジウスは、熱力学第一・第二法則を以下の表現で表した。
1. 宇宙のエネルギーは一定である
2. 宇宙のエントロピーは最大値に向かう

### クラウジウス-クラペイロンの式
クラウジウスは1850年の論文で、エミール・クラペイロンが導いた式とヘルマン・フォン・ヘルムホルツの理論を組み合わせて、クラウジウス-クラペイロンの式と呼ばれる式を導き出した。この式は現在、ある温度での飽和蒸気圧を求めるときなどで使われている。

## 熱力学以外の業績
気体運動論の分野では、気体分子は並進運動に加え、回転運動と振動運動をするという内部自由度の概念を導入（1857年）し、空気中の酸素が二原子分子であることを示した。また、気体の内部エネルギーの研究から、気体分子の平均自由行程の概念を導入し（1858年）、気体の比熱、拡散などに関する理論的な基礎を構築した。
また、電解質の解離の概念を提出（1857年）。電流によって水溶液中の物質の解離が引き起こされるとした。この概念をもとに、スヴァンテ・アレニウスは電気分解論を確立した。更に、1870年にはビリアル定理のビリアルを導入している。

## クラウジウスとエネルギー問題
クラウジウスは1885年に講演を行い、その内容を論文『自然界のエネルギー貯蔵とそれを人類の利益のために利用すること』にまとめた。この論文では、蒸気機関が発明されて以降の人類のエネルギー利用の歴史に触れた後で、論文執筆当時の主なエネルギー資源であった石炭はいずれ枯渇すると述べている。そして、将来的には滝の落下による水力発電など、太陽によって得られる自然エネルギーに移行しなければならないと結論している。この論文はクラウジウスのエネルギー問題に対する先見性を示すものとして科学史の分野でしばしば取り上げられている。